# 丘拉普恰湖
62°00′19″N 132°28′30″E / 62.00528°N 132.47500°E
丘拉普恰湖（俄语：Чурапча），是俄羅斯的湖泊，位於該國東部薩哈共和國，由丘拉普欽斯基區負責管轄，面積5.25平方公里，海拔高度171米，平均水深3米，最大水深5米。